# Daniel Morais Reis
Daniel Morais Reis, född 12 maj 1986, är en brasiliansk fotbollsspelare. Han har positionen som anfallare.
Morais Reis kom 2008 till Göteborgsklubben Gais från södra Brasilien och sin senaste klubb América FC i Belo Horizonte. Klubben värvade honom med hjälp av sponsorer och ägde honom därför endast till 51 procent. Gais beskrev honom i samband med att värvningen blev offentliggjord som "en klockren anfallare, en nummer 9" och som "En typisk måltjuv liknande Romário eller tyske Gert Müller." Hans kontrakt med Gais löpte till och med säsongen 2011 men Gais och Morais kom under 2009 överens om att bryta kontraktet i förtid, och Morais återvände till Brasilien.